# Cantref

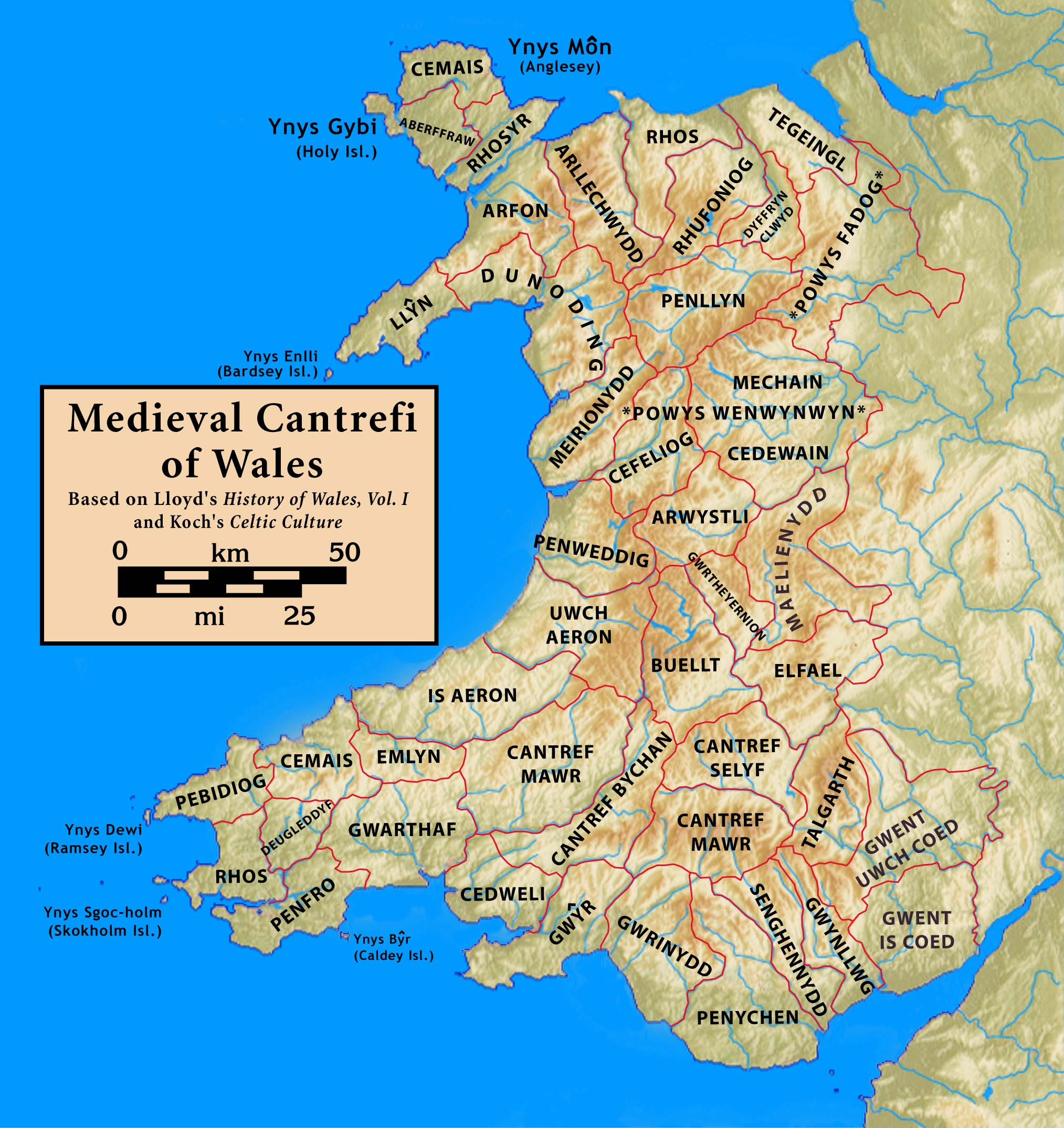
Carte de l'ensemble des cantrefs du pays de Galles.

Un cantref (prononcé /kantrɛv/) était une division territoriale galloise médiévale. Elle était importante pour rendre la justice selon le droit gallois.

## Les cantrefs
Le territoire du Pays de Galles médiévale était divisé en cantrefs, qui étaient eux-mêmes divisés en plus petits cymydau (singulier : cwmwd ; breton : compot, kombod). Le nom « cantref » dérive de « Cant » (« cent ») et « tref » (« ville » en gallois moderne mais autrefois un établissement moins important). Le cantref était probablement l'unité de base, le cwmwd étant une division créé ultérieurement. Les cantrefs variaient considérablement en superficie ; la plupart étaient divisés en deux ou trois cymydau mais les plus grands (le « Cantref Mawr », littéralement « grand cantref » en Ystrad Tywi (aujourd'hui au Carmarthenshire) étaient divisés en 7 cymydau. Afin de donner une idée de la taille d'un cantref, l'île d'Anglesey était divisée en trois cantrefs, Cemais, Aberffraw et Rhosyr.
Les cantrefs étaient particulièrement importants pour rendre la justice selon la loi galloise. Chacun d'entre eux avait sa propre cour, qui était une assemblée des « uchelwyr », les principaux propriétaires terriens du cantref. Elle était présidée par le roi s'il était présent dans le cantref, ou par son représentant. En plus des juges on trouvait un clerc, un huissier et parfois deux plaideurs professionnels. La cour du cantref était compétente pour les crimes, la détermination des limites de terrain et les problèmes d'héritage. La cour du cwmwd récupéra par la suite la majeure partie des prérogatives de la cour du cantref, et dans certaines régions, les noms des cymydau sont aujourd'hui mieux connus que ceux des cantref dont ils faisaient partie.

## Les Cantrefs du Pays de Galles

### Gwynedd
- Cemais
- Aberffraw
- Rhosyr
- Arfon
- Arllechwedd
- Dinllaen ou Cantref Llŷn
- Cymydmaen
- Gaflogion
- Dunoding
- Rhos
- Rhufoniog
- Dyffryn Clwyd
- Tegeingl

### Powys
- Maelor
- Penllyn
- Swydd y Waun
- Arwystli
- Mochnant
- Cyfeiliog
- Caerenion
- Mechain
- Cedewain
- Gwrtheyrnion
- Elfael
- Maelienydd
- Buellt

### Deheubarth
- Penweddig
- Is Aeron
- Uwch Aeron
- Cemais
- Pebidiog
- Rhos
- Deugleddyf
- Penfro
- Cantref Gwarthaf
- Emlyn
- Y Cantref Mawr
- Y Cantref Bychan
- Eginog